# مک‌مث ۱۹۵۵
سیارک ۱۹۵۵ (به انگلیسی: 1955 McMath، نامگذاری:1963SR) هزار و نهصد و پنجاه و پنجمین سیارک کشف شده‌است که در ۲۲ سپتامبر ۱۹۶۳ کشف شد.
قدر مطلق سیارک برابر ۱۱٫۹۰ است.